# Fancy Pants Adventures
Pour les articles homonymes, voir FPA.
Fancy Pants Adventures (FPA) est une série de jeux de plates-formes en deux dimensions développés avec Flash et créés par Brad Borne. Trois mondes ont été créés : le monde 1 sorti le 14 mars 2006, le monde 2 sorti le 9 janvier 2008 et le monde 3 sorti le 7 avril 2012.

## Système de jeu
Le joueur doit guider Fancy Pants Man, un bonhomme allumette avec des cheveux hérissés et un pantalon, seul élément coloré qui le compose. Le joueur utilise les touches droite et gauche pour se déplacer, S pour sauter et haut pour ouvrir une porte afin de guider Fancy à travers des niveaux du jeu. Le joueur peut débloquer des trophées, qui représentent des jeux d'autres créateurs de jeux vidéo, et dans le monde 2, des niveaux bonus ainsi que des couleurs de pantalons supplémentaires, en envoyant des coquilles d'escargots dans des trous (ce qui est appelé le snailshell golf, le golf avec des coquilles d'escargot). Il y a un boss de fin dans chaque monde (Angry penguin (le manchot en colère) dans le monde 1 et Angry rabbit (le lapin en colère) dans le monde 2).
Le joueur a la possibilité de gagner des points en ramassant des "squiggles" (des gribouillis), semblables aux pièces dans Super Mario Bros., qui font également remonter la jauge de vie et tous les 100 squiggles ramassés, font gagner une vie. Les monstres sont des araignées, des escargots, des rats équipés d'armes à feu, dragons, des chauves-souris, des bêtes de lave (qui sortent d'un volcan dans la partie 3 du monde 3) et des "ninjas" (stickmans équipés d'un bandeau rouge et d'une épée).

## Monde 3
Le monde 3 était prévu pour 2011, mais il est sorti en 2012. Brad Borne avait mis diverses informations sur son blog ainsi que plusieurs vidéos. Toutes ces informations sont regroupées sur cette page. On sait que :
- On trouvera de nombreux nouveaux personnages, dont Cutie Pants Girl, la petite sœur de Fancy Pants Man, qui sera jouable (une vidéo a été publiée), un pirate, Captain Rainbow Beard (le capitaine barbe-arc-en-ciel), continuellement en colère à cause de sa barbe, son équipage et les Toothpick Ninjas (les ninjas aux cure-dents).
- Fancy Pants pourra nager (une vidéo a été publiée).
- Fancy Pants pourra se battre avec un crayon (une vidéo a été publiée).
- Fancy Pants pourra se balader dans sa ville, Squiggleville (présent dans la vidéo prévisionnelle no 1).
- Fancy Pants pourra lancer une attaque avec son crayon permettant de s'envoler en tournoyant et de rebondir à chaque fois qu'il touche un monstre volant (présent dans la vidéo prévisionnelle no 1).

## Accueil
Les jeux Fancy Pants Adventures ont reçu des réactions positives de la part des critiques de jeux vidéo. Ils ont également fait l'objet de nombreux articles sur les meilleurs jeux du moment, notamment sur TechCult, ExtremeTech et GamesRadar+.
Depuis février 2008, le monde 2 a été joué environ 6,5 millions de fois sur Armor Games, plus de 9 millions de fois sur Addicting Games et 2 millions de fois sur Kongregate. Le monde 1 a été joué environ 3 millions de fois sur Armor Games, près de 3 millions de fois sur Addicting Games et plus d'un million de fois sur Kongregate. Le monde 2 a gagné en 2008 le Newgrounds Tank Award du meilleur jeu en Flash et est le cinquième jeu le plus joué en 2008 sur le réseau publicitaire de jeux vidéo Mochi Media. Le jeu a aussi été nommé pour le Nick's Most Addicting Games Showdown.